# Klaas Jan Mulder

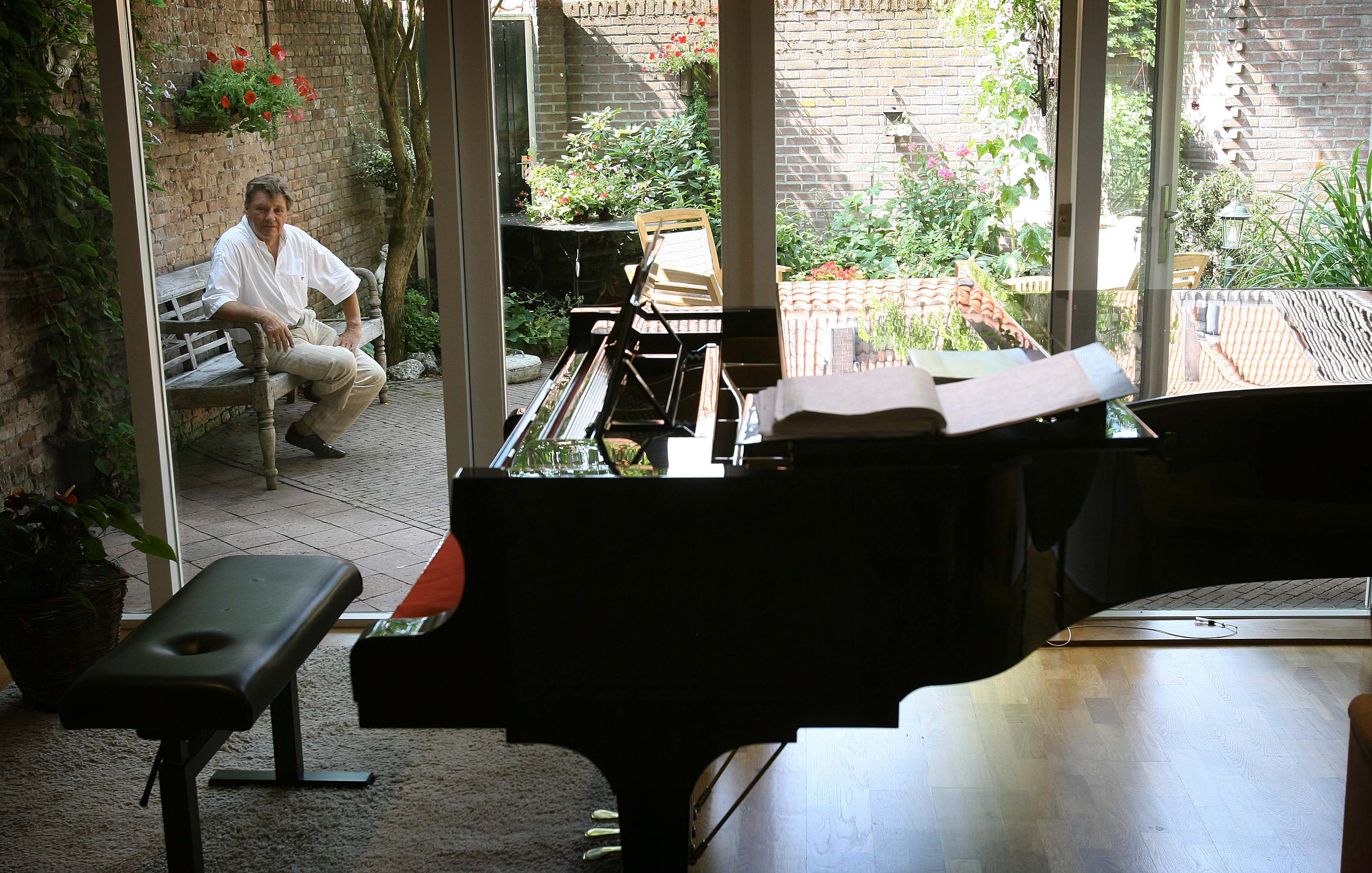
Klaas Jan Mulder

Klaas Jan Mulder (* 21. Mai 1930 in Boven-Hardinxveld; † 1. November 2008 in Kampen) war ein niederländischer Organist, Pianist und Dirigent.

## Leben
Mulder war ein Sohn des Pastors J. O. Mulder in Hattem. Er wurde von seinem Vater schon früh an die Musik herangeführt und erhielt ersten Unterricht an der Musikschule in Zwolle. Die Unterstützung eines Mäzens ermöglichte ihm später den Besuch des Konservatoriums in Amsterdam, wo er Klavier bei Jan Odé und als Beifach Orgel bei Jacob Bijster studierte. Nachher setzte er seine Studien bei Eduardo del Pueyo in Brüssel fort. Nach Beendigung seiner Ausbildung schlug er die Laufbahn als Organist und Chorleiter ein. Er war langjähriger Kirchenorganist an der Niederländisch-Reformierten Kirche in Kampen.
Als vielgefragter Konzertorganist gab Mulder rund 200 Konzerte im Jahr, in den Niederlanden, aber auch in Frankreich, Kanada, den Vereinigten Staaten und in Süd-Korea. Mit seinem Konzertprogramm, das gewöhnlich Werke der klassischen Orgelliteratur durch eigene Choralimprovisationen einrahmte, stand er in der Tradition von Jan Zwart und Feike Asma. Mulder spielte zahlreiche Schallplatten und CDs ein und wurde mit zwei goldenen und einer Platin-Schallplatte ausgezeichnet.
Neben seiner Organistentätigkeit war Klaas Jan Mulder von 1960 bis 2008 Dirigent des Männerchors Door Eendracht Verbonden (Durch Eintracht verbunden) in Kampen und von 1963 bis 2001 des Männerchors De Lofzang (Die Hymne) in Heerde. 31 Jahre lang leitete er zudem die christliche Oratorien-Vereinigung Immanuel in Kampen. Gemeinsam mit dem Keyboarder Ton Scherpenzeel (Kayak, Camel) formierte er das Musikprojekt Kajem.

## Auszeichnungen
- Ritter des Ordens von Oranien-Nassau (1991)
- Goldener Ehrenpfennig der Stadt Kampen (1994)

## Einspielungen
- Klaas Jan Mulder speelt Jan Zwart. Klaas Jan Mulder, Orgel. Aufgenommen 1988 in der Grote Kerk in Hasselt, Te deum[2]